# 브라이언 애덤스
브라이언 애덤스(영어: Bryan Adams, OC, OBC, 1959년 11월 5일 ~ )는 캐나다의 음악가, 프로듀서, 사진가이다. 캐나다의 대표적인 가수 중 한 명으로, 세계적으로 7500만~1억 장의 음반 판매고를 기록하였다.
2000년 최고의 남성 아티스트상, 1997년 올해의 남성 보컬리스트 상 등 23개의 상을 받았으며, 1998년에는 캐나다 명예의 거리에, 2006년에는 캐나다 음악 명예의 전당에 입성하였다.

## 생애
온타리오주 킹스턴에서 영국인 부모에게서 태어났으며, 그의 할머니는 몰타인의 혈통도 섞여 있었다고 한다. 그의 아버지는 외교관이었으며, 브라이언은 어릴 적에 그의 부모를 따라 세계 곳곳을 옮겨다니면서 살았다. 어린 시절의 대부분을 영국, 이스라엘, 포르투갈, 오스트리아 등지에서 보냈으며, 1973년 가족과 함께 캐나다로 돌아와 밴쿠버에 정착하였다.
15세 때 학교를 중퇴한 그는 나이트클럽에서 라이브 밴드와 함께 연주를 시작하면서 음악 경력을 쌓아가기 시작하였다. 1978년 토론토에 있는 A&M 레코드사에 약간의 시청용 녹음물을 보냈으며, 곧 그들과 계약을 맺는다.

## 음악활동

### 1980년대
1980년 2월 첫 데뷔 음반 《Bryan Adams》를 발표하여, 합동작사가 짐 밸런스와 함께 작사, 작곡하면서 활동을 벌여왔다. 첫 데뷔곡 〈Remember〉와 〈Wastin' Time〉을 제외하고는 곡들 대부분이 1979년 10월부터 11월 29일까지 토론토의 맨타 스튜디오에서 녹음되었고, 애덤스와 밸런스가 함께 제작하였다.
그의 두 번째 음반 《You Want It You Got It》은 2주 동안 뉴욕에서 녹음되었고, 밥 클리어마운틴이 함께 제작한 첫 음반이었다. 1981년에 발간된 이 음반에는 FM 라디오에서 히트한 〈Lonely Night〉 포함되었는데, 그가 국제적으로 인정을 받은 계기가 된 세 번째 음반을 발표할 때까지는 큰 명성을 얻지 못하였다. 그동안 그는 다른 가수들의 노래를 작사하기로도 유명하였다.
세 번째 음반에는 〈Straight From the Heart〉, 〈This Time〉, 〈Cuts Like a Knife〉등의 곡들이 포함되어 있는데, 각각 빌보드 핫 100에서 차트 10위, 15위를 차지하였다. 특히 〈Cuts Like a Knife〉는 가장 인기있는 노래가 되었다. 1984년에 발표된 《Reckless》는 빌보드 200에서 1위를 차지하였다. 수록된 싱글곡 〈Run To You〉, 〈Summer of '69〉, 〈Heaven〉은 모두 톱10에 올라왔다.
브라이언 애덤스는 1985년 초에 미국, 일본, 오스트레일리아, 유럽 등지에서 순회공연을 가졌으며, 4개의 주노 어워드를 수상한 후에 캐나다 도시들에서 순회공연을 시작하였다. 기근으로 죽어가는 에티오피아 난민들을 위해 결성되었던 라이브 에이드에 참여하여, 필라델피아에서 연주하기도 하였다. 1987년에 발매된 《Into the Fire》는 밴쿠버의 클리프행어 스튜디오에서 녹음되었고, 웨어하우스 스튜디오와 런던의 에어 스튜디오에서 믹싱 녹음되었다. 수록곡 〈Heat Of The Night〉과 〈Hearts On Fire〉는 대서양 양쪽에서 톱10을 차지하였다.

### 1990년대
몇 년 간의 공백기 끝에 돌아와 발표한 《Waiking Up the Neighbours》는 1991년 9월에 발매되었으며, 대서양 반대편에서 성공적이었다. 이때부터 애덤스는 로버트 존 머트 랭과 함께 작업을 하였다. 이 앨범에 수록된 곡 〈(Everything I Do) I Do It For You〉는 케빈 코스트너 주연의 영화 《로빈 후드: 도둑들의 왕자》의 주제가가 되었으며, 전 세계에서 차트 1위에 오르기까지 하였다. 애덤스는 그 곡으로 그래미상을 수상하였다. 또한 이 음반에는 〈Can't Stop This Thing We Started〉, 〈Do I Have to Say the Words〉, 〈Though I Died and Gone to Heaven〉, 〈There Will Never Be Another Tonight〉등의 곡이 수록되어 있다.
1993년에 발간된 음반 《So Far So Good》에는 자신의 대표곡들과 그해에 발표한 싱글 〈Please Forgive Me〉가 들어있는데, 특히 그 싱글곡은 오스트레일리아에서 넘버원 싱글이 되었고, 미국, 영국, 독일에서는 톱3에 도달하였다. 이듬해 로드 스튜어트, 스팅과 함께 부른 〈All For Love〉는 영화 《삼총사》의 주제가로 선정되었고, 그 영화의 주제에 맞는 파워적 발라드곡으로 알려졌다.
1995년에는 자신의 첫 통기타곡이자, 세 번째 영화 주제가 〈Have You Ever Really Loved a Woman〉(《돈 후안》의 주제가)을 발표하였으며, 그 곡은 미국과 오스트레일리아에서 차트 1위를 차지하였다. 1996년 6월에 나온 음반 《18 til I Die》에는 영국 톱10 싱글곡들 〈The Only Thing That Looks Good on Me〉와 〈Let's Make a Night to Remember〉가 수록되어있다. 이 음반은 미국 빌보드 200 차트에서 31위를 차지하였고, 3주 동안 차트에 남았다.
1998년에는 《On a Day Like Today》을 발표하였는데, 《Cuts Like a Knife》이래 첫 스튜디오 음반이었다. 수록곡 중 〈Could Number Nine〉과 〈When You're Gone〉(스파이스 걸스의 멜라니 C.와 듀엣)은 영국 싱글 차트 톱 10을 기록했다.

### 2000년대
2002년 애덤스는 만화영화 《스피릿》의 주제가들을 작사, 발표하였는 데, 그 중에는 메인 주제가 〈Here I Am〉이 가장 성공적 히트곡이었다. 이 곡으로 애덤스는 골든 글로브상 후보에 올랐다.
2005년에는 그의 대표곡들을 모두 수록하여 2개의 디스크로 발매한 음반 《Anthology》를 발표하였다. 그는 가수 생활 이외에는 사진가, 사회운동가로 활동하고 있다.

## 음반

### 정규 음반
- 《Bryan Adams》 (1980년)
- 《You Want It You Got It》 (1981년)
- 《Cuts Like a Knife》 (1983년)
- 《Reckless》 (1984년)
- 《Into the Fire》 (1987년)
- 《Waking Up The Neighbours》 (1991년)
- 《So Far So Good》 (1993년)
- 《18 til I Die》 (1996년)
- 《MTV Unplugged》 (1997년)
- 《On a Day Like Today》 (1998년)
- 《The Best of Me》 (1999년)
- 《Spirit:Stallion of Cimmaron》 (2002년)
- 《Room Servie》 (2004년)
- 《Anthology》 (2005년)
- 《11》 (2008년)
- 《Tracks of My Years》 (2014년)
- 《Shine a Light》 (2019)
- 《Pretty Woman - The Musical》 (2022)
- 《So Happy It Hurts》 (2022)
- 《Classic》 (2022)

### 라이브 음반
- 《Live! Live! Live!》(CD & DVD)
- 《Live At Slane Castle》(DVD)
- 《Live At Budokan》(DVD)

## 서훈
- 1990년 브리티시컬럼비아 주 훈장(OBC)
- 1990년 캐나다 훈장 멤버(CM)[3]
- 1998년 캐나다 훈장 오피서(OC) 로 훈위 승급[3]